# Hereditary Cancer in Clinical Practice
Hereditary Cancer in Clinical Practice is een open access, aan collegiale toetsing onderworpen wetenschappelijk tijdschrift op het gebied van de oncologie. De naam wordt in literatuurverwijzingen meestal afgekort tot Hered. Cancer Clin. Pract. Het wordt uitgegeven door BioMed Central namens de International Union Against Cancer en verschijnt 4 keer per jaar. De uitgave wordt gesubsidieerd door het Poolse ministerie van wetenschap en hoger onderwijs. Het tijdschrift heeft drie hoofdredacteuren: Jan Lubinski (Pomeranian Medical University), Rodney J. Scott (University of Newcastle, Australië), en Rolf Sijmons (Universitair Medisch Centrum Groningen).